# Барабанщик

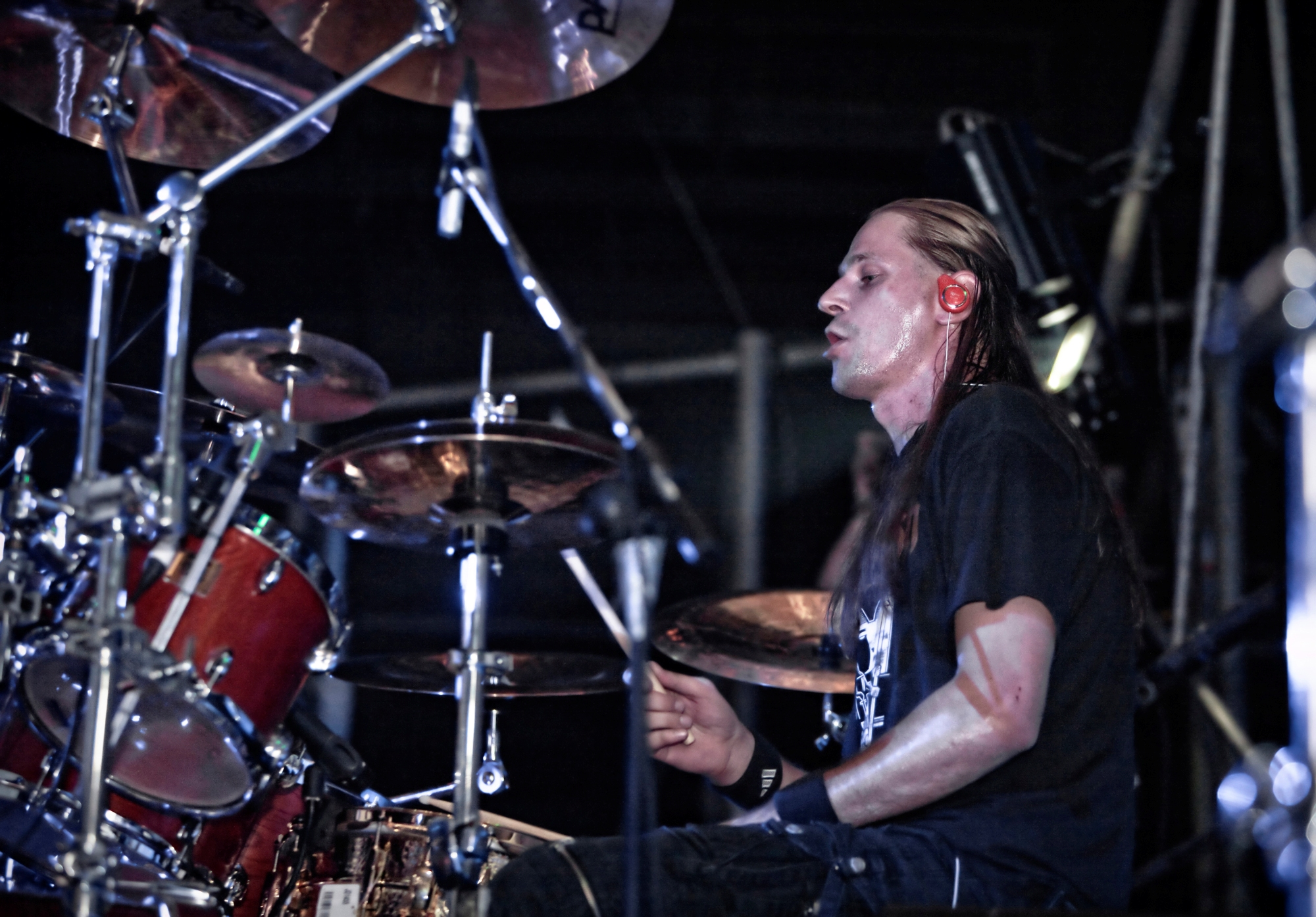
Khaoth з Khors

Бараба́нщик, також барабанник, ударник[джерело?] — музикант, який грає на ударних музичних інструментах, зокрема, на барабані. У професійному лексиконі барабанщиками найчастіше називають музикантів, що грають на ударній установці.
До появи моторизованих військ барабанщики були невіддільною частиною збройних сил в Європі, а потім і в країнах, куди приходила європейська культура. Барабанщики відбивали ритм наступів, допомагали тримати стрій і підтримували дух солдатів. Дотепер військових барабанщиків можна побачити під час церемоніальних або просто історичних парадів. Не менш поширені військові барабанщики були і на сході. Сам інструмент — барабан — потрапив до Європи з Близького Сходу. Крім використання у військових цілях, барабан використовувався в ритуальних танцях і релігійних обрядах. Так в Китаї бій барабана вважався засобом вигнання злих духів поруч з хлопавками. Досі святкування китайського Нового року не обходиться без барабанщиків.
У наш час барабанні ритми проникли і закріпилися практично у всьому спектрі музичних жанрів: від традиційно асоційованого з насиченими барабанними партіями металу і до популярної музики. Як правило барабанщики особливо тісно працюють з бас-гітаристами, утворюючи ритмічну секцію, задаючи загальний ритм композиціям.
Найвідоміші і шановані в своєму середовищі барабанщики знані[джерело?] своєю здатністю легко переходити на будь-який музичний стиль. Нерідко барабанщики є лідерами та ідейними натхненниками груп, пишуть вірші і музику, а іноді одночасно є бек-вокалістами.